# 정찬 (배우)
정찬(鄭燦, 1971년 2월 23일 ~ )은 대한민국의 배우이다.

## 생애
서울에서 출생하였고 1994년 영화 《젊은 남자》의 단역을 통하여 영화배우 첫 데뷔하였고 이듬해 1995년 MBC 문화방송 특채 탤런트로 정식 데뷔하여 TV 드라마로는 《TV시티》로 처음 얼굴을 알린 뒤 《파파》, 《8월의 신부》 등 인기 드라마에 출연하며 청춘 스타로 떠올랐다.
신장은 180cm이고 체중은 75kg인 그는 영화 감상과 스키와 스노우보드에 취미가 있고 테니스에 특기가 있으며 태권도 공인 3단 자격증을 보유하고 있다.

## 학력
- 홍연초등학교
- 대신중학교
- 명지고등학교
- 경운대학교 무도학과

## 드라마 출연작

### MBC
- 1995년 MBC 《TV시티》 ... 스턴트맨 영태 역
- 1995년 MBC 《여》 ... 기수 역
- 1996년 MBC 《간이역》 ... 찬규 역
- 1997년 MBC 《남자 셋 여자 셋》
- 1998년 MBC 베스트극장 《오월의 사랑》
- 1998년 MBC 《MBC 베스트극장 - 그녀의 화분 NO.1》 ... 선재 역
- 1999년 MBC 베스트극장 《지상에서의 하루》
- 2000년 MBC 《느낌이 좋아》
- 2003년 MBC 《남자의 향기》 ... 조덕재 역
- 2003년 MBC 《성녀와 마녀》 ... 안수영 역
- 2004년 MBC 《단팥빵》 ... 유관하 역
- 2004년 MBC 《아버지의 바다》 ... 박재철 역
- 2006년 MBC 《얼마나 좋길래》 ... 오형철 역
- 2007년 MBC 《뉴하트》 ... 하태진 역 (특별출연)
- 2007년 MBC 《옥션하우스》 ... 오윤재 역
- 2010년 MBC 《민들레 가족》 ... 민명석 역
- 2010년 MBC 《누나의 3월》 ... 이한수 역
- 2010년 MBC 《개인의 취향》 ... 결혼식장의 신랑 역 (특별 출연)
- 2010년 MBC 《폭풍의 연인》 ... 이태준 역
- 2011년 MBC 《짝패》 ... 조 선달 역
- 2012년 MBC 《오자룡이 간다》 ... 강인국 역
- 2013년 MBC 《제왕의 딸 수백향》 ... 동성왕 역
- 2014년 MBC 《폭풍의 여자》 ... 박현성 역 (본작의 메인 빌런이자 진 최종 보스)
- 2014년~2015년 MBC 《오만과 편견》 ... 최광국 역 (특별출연)
- 2015년 MBC 《최고의 연인》 ... 최규찬 역
- 2018년 MBC 《데릴남편 오작두》 ... 홍인표 역
- 2019년 MBC 《용왕님 보우하사》 ... 마성재 역
- 2019년 MBC 《신입사관 구해령》 ... 대재학 역
- 2022년 MBC 《비밀의 집》 ... 이동철 역

### KBS
- 1996년 KBS2 《파파》 ... 한인표 역
- 1997년 KBS2 《내 안의 천사》
- 1998년 KBS1 《내 사랑 내 곁에》 ... 허건우 역
- 1999년 KBS1 일요베스트 《톨게이트》
- 1999년 KBS1 일요베스트 《여의도에 바람이 분다》
- 1999년 KBS2 《학교 2》 ... 임시 음악선생 역 (20화)
- 2003년 KBS2 단막극 《드라마시티 - 문제작》 ... 남철 역
- 2005년 KBS2 《황금사과》 ... 종규 역
- 2005년 KBS1 HDTV 문학관 《새야 새야》 ... 큰 놈 역
- 2019년 KBS2 《왼손잡이 아내》 ... 박강철 역
- 2024년 KBS2 《피도 눈물도 없이》... 윤이철 역 (본작의 前 메인 빌런. 지금은 갱생한 캐릭터)

### SBS
- 1996년 SBS 《도시남녀》
- 1996년 SBS 《8월의 신부》 ... 전생의 재민 / 현생의 남규 역
- 1997년 SBS 《장미의 눈물》
- 1997년 SBS 《뉴욕스토리》
- 1998년 SBS 《파트너》
- 1999년 SBS 《퀸》
- 2000년 SBS 《세상의 아침》
- 2000년 SBS 《돈.com》
- 2001년 SBS 《순자》 ... 정윤수 역
- 2003년 SBS 《애정만세》 ... 송준호 역
- 2004년 SBS 《토지》 ... 이상현 역
- 2005년 SBS 《그 여름의 태풍》 ... 김한희 역
- 2006년 SBS 《연인》 ... 강세연 역
- 2008년 SBS 《며느리와 며느님》 ... 마강민 역
- 2008년 SBS 《가문의 영광》 ... 윤태주 역
- 2009년 SBS 《미남이시네요》 ... 안 사장 역
- 2010년 SBS 《웃어요, 엄마》 ... 최정운 역
- 2012년 SBS 《드라마의 제왕》 ... 김상직 역 (특별출연)
- 2013년 SBS 《열애》 ... 백영훈 역
- 2014년 SBS 《미녀의 탄생》 ... 한태희의 아버지 역 (특별출연)
- 2016년 SBS 《딴따라》 ... 와일드 컴퍼니 대표 역
- 2016년 SBS 《우리 갑순이》 ... 전세방 역
- 2016년 SBS 《사랑은 방울방울》 ... 선우완 역

### 타사
- 2009년 OBS 《달콤 도둑》 ... 태준 역
- 2012년 tvN 《노란복수초》 ... 최강욱 역
- 2014년 JTBC 《12년만의 재회: 달래 된, 장국》 ... 허세민 역
- 2015년 OCN 《실종느와르 M》 ... 홍진기 역 (특별출연)
- 2021년 TVING 《마녀식당으로 오세요》

### 영화
- 1994년 《젊은 남자》 ... UB40 사내 2 역
- 1998년 《엑스트라》 ... (특별 출연)
- 2002년 《오버 더 레인보우》 ... 상인 역
- 2002년 《로드무비》 ... 석원 역
- 2003년 《그 집 앞》 ... 희수 역 (특별 출연)
- 2004년 《내 남자의 로맨스》 ... 유민재 역 (특별 출연)
- 2005년 《가능한 변화들》 ... 문호 역
- 2006년 《해변의 여인》 ... 조연출 역
- 2007년 《해부학 교실》 ... 윤호 역 (우정 출연)
- 2008년 《마이 뉴 파트너》 ... 민석 역 (특별 출연)
- 2009년 《러브홀릭》 ... 장명원 역
- 2010년 《참을 수 없는》 ... 명원 역
- 2010년 《보민이》
- 2011년 《링크》 ... 유영만 역
- 2011년 《위도》 ... 강인철 역
- 2012년 《후궁: 제왕의 첩》 ... 선왕 역 (특별출연)
- 2012년 《슈퍼스타》 ... 본인 역
- 2020년 《프리즈너》 ... S.I.L 대장 역

### 연극
- 1996년 《햄릿》 ... 햄릿 왕자 역(주인공)

### 텔레비전 프로그램
- 1998년 KBS2 《TV는 사랑을 싣고》
- 2003년 SBS 《웃찾사》
- 2007년 MBC 《공감토크쇼 놀러와》 133회
- 2008년 SBS 《절친노트》
- 2010년 SBS 《강심장》 47 ~ 48회
- 2011년 MBC 《MBC 창사 50주년 특별기획 - 타임》
- 2011년 EBS1 《브레인 빅뱅》
- 2012년 MBN 《로드다큐 맛있는 여행》 - 내레이션
- 2012년 MBC 《공감토크쇼 놀러와》 411회
- 2013년 XTM 《정찬의 번아웃》
- 2012년 KBS1 《리얼체험 세상을 품다》 11 ~ 12회
- 2014년 KBS1 《세상 끝의 집》
- 2016년 SBS 《불타는 청춘》
- 2021년 JTBC 《용감한 솔로 육아 - 내가 키운다》
- 2022년 KBS2 《박원숙의 같이삽시다》

### 라디오 프로그램
- 2015년 EBS FM 《EBS 책 읽는 라디오 낭독 시리즈》

### 기타 프로그램
- 2018년 히스토리채널 《방탄조끼단》(유튜브 웹예능)

## 광고
- 1995년 네스티
- 1996년 진가미숫가루

## 수상 및 후보
| 연도 | 시상식            | 부문       | 작품       | 결과 |
| ---- | ----------------- | ---------- | ---------- | ---- |
| 1996 | SBS 연기대상      | 인기상     | 8월의 신부 | 수상 |
| 2002 | 제23회 청룡영화상 | 신인남우상 | 로드무비   | 후보 |
| 2003 | 제40회 대종상     | 신인남우상 | 로드무비   | 후보 |

## 경력

### 기타 경력
- 2002년 민주노동당 문화예술행정특보위원(2002년 3월 21일 ~ 2002년 5월 26일)

### 이외 경력
- 2007년 제8회 전주국제영화제 심사위원

## 사건
2002년 영화 《로드무비》의 주연을 맡아 출연하면서 배역 특성 상 대마초를 피워야 하는 이유 때문에 실제 대마초를 구입해 피우는 연습을 하다가 경찰에 의해 적발되어 구속 기소된 바 있다.

## 가족 관계
- 배우자(아내) : 2012년 결혼, 2015년 11월 이혼
  - 딸 : 정새빛 (2012년 10월 ~ )
  - 아들 : 정새찬 (2013년 7월 17일 ~ )